# Breeana Walker
Breeana Walker (28 agosto 1992) è una bobbista, ex velocista ed ex ostacolista australiana.

## Biografia

### Gli inizi nell'atletica
Prima di dedicarsi al bob, Breeana Walker ha praticato l'atletica leggera nelle discipline veloci e negli ostacoli; prese parte infatti a due edizioni dei campionati australiani assoluti, gareggiando nei 400 metri piani nella rassegna del 2012, dove non superò le batterie iniziali, e nei 400 ostacoli in quella del 2013, classificandosi al settimo posto assoluto. Ha inoltre gareggiato nei 400 metri ostacoli al Melbourne Track Classic del 2013, anno in cui il meeting faceva parte del circuito IAAF World Challenge, terminando la corsa in quinta posizione.

### 2016: il passaggio al bob
Nel 2016 decise di cimentarsi nel bob in qualità di pilota per la squadra nazionale australiana. Debuttò in Coppa Nordamericana a novembre del 2016 e in Coppa Europa nel 2017, competizione nella quale si piazzò quarta in classifica generale al termine dell'annata 2018/19.

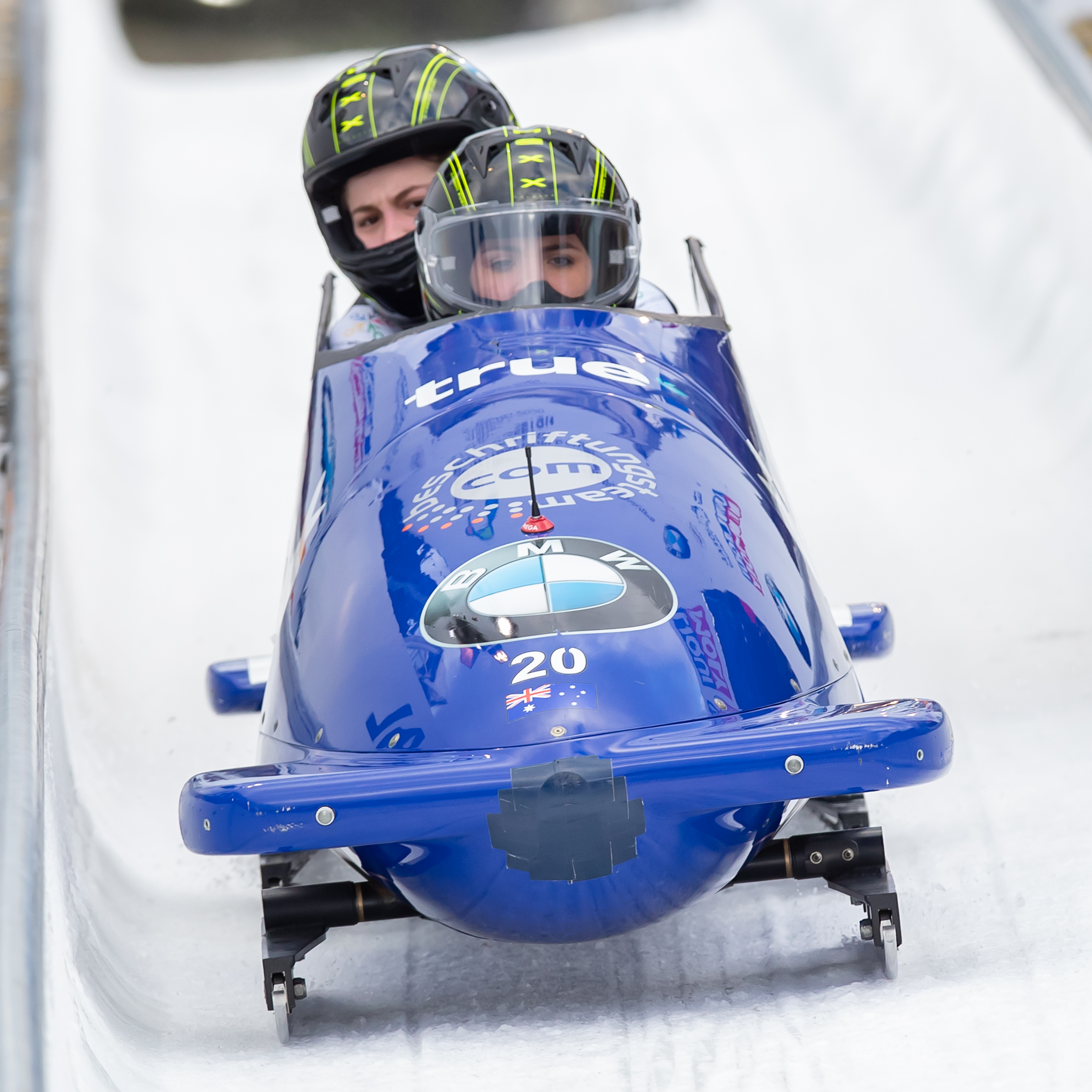
Breeana Walker alla guida del bob a due ai campionati mondiali di Altenberg 2021

Esordì in Coppa del Mondo nella stagione 2018/19, il 19 gennaio 2019 a Innsbruck, dove fu tredicesima nel bob a due; il suo miglior risultato di tappa è stato un ottavo posto ottenuto sempre a Innsbruck il 13 dicembre 2020, durante la stagione 2020/21, mentre in classifica generale detiene quale miglior piazzamento l'ottavo posto raggiunto al termine del 2020/21. Nel circuito delle World Series di monobob femminile andò per la prima volta a podio il 12 dicembre 2020 a Innsbruck, vincendo la seconda gara della stagione 2020/21 e concludendo l'annata al secondo posto in classifica generale.

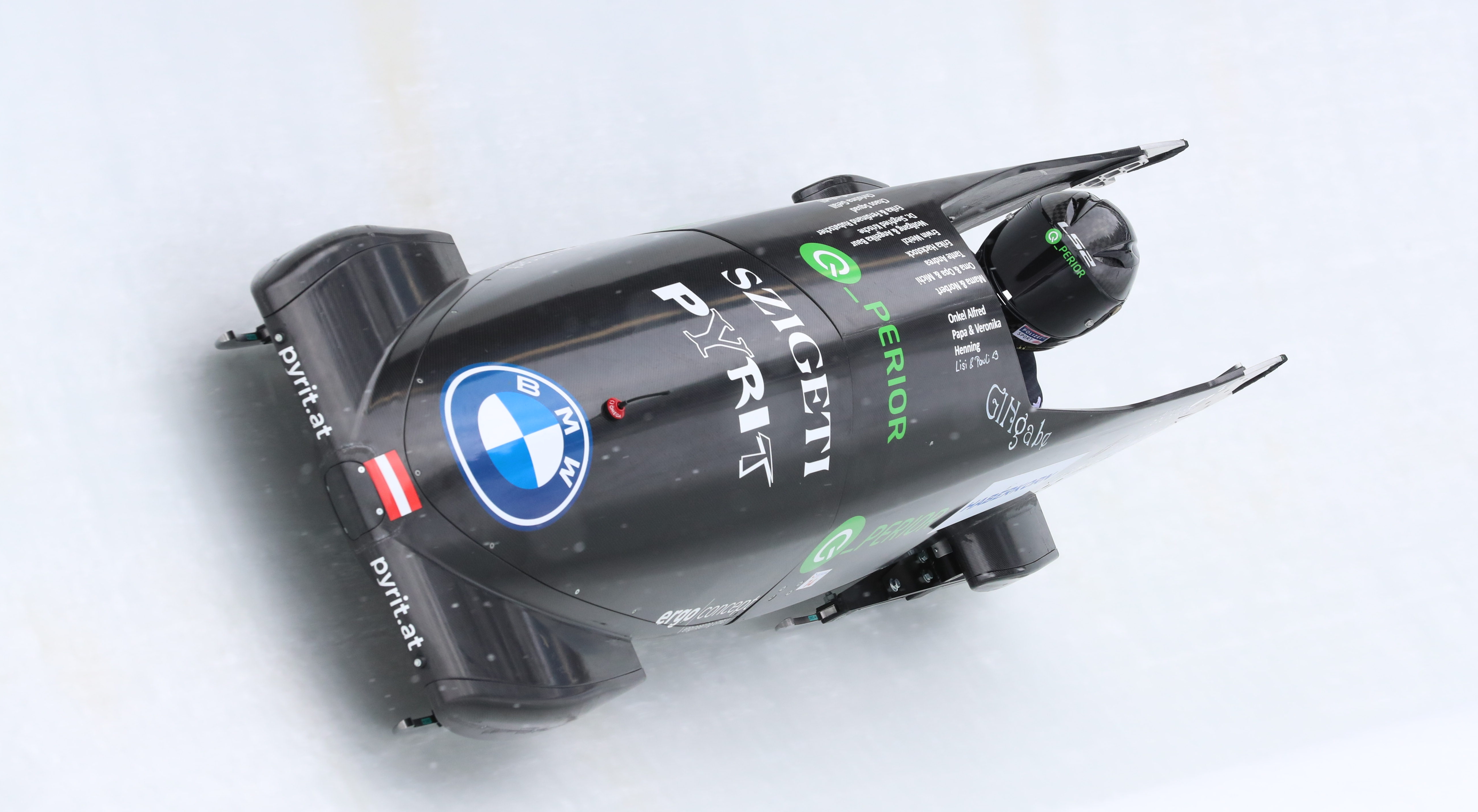
Breeana Walker in gara nel monobob ai campionati mondiali di Altenberg 2021

Prese parte a due edizioni dei campionati mondiali; nel dettaglio i suoi risultati nelle prove iridate sono stati, nel monobob: non partita nella quarta manche ad Altenberg 2021; nel bob a due: quattordicesima ad Altenberg 2020.

## Palmarès

### Coppa del Mondo
- Miglior piazzamento in classifica generale nel monobob: 11ª nel 2022/23.
- Miglior piazzamento in classifica generale nel bob a due: 8ª nel 2020/21.
- 2 podi (nel monobob):
  - 1 secondo posto;
  - 1 terzo posto.

### World Series di monobob femminile
- Miglior piazzamento in classifica generale: 4ª nel 2020/21.
- 8 podi:
  - 3 vittorie;
  - 3 secondi posti;
  - 2 terzi posti.

#### World Series di monobob femminile - vittorie
| Data             | Luogo      | Paese    |
| ---------------- | ---------- | -------- |
| 12 dicembre 2020 | Innsbruck  | Austria  |
| 30 gennaio 2021  | Innsbruck  | Austria  |
| 3 dicembre 2021  | Winterberg | Germania |

### Circuiti minori

#### Coppa Europa
- Miglior piazzamento in classifica generale nel bob a due: 4ª nel 2018/19.
- 2 podi (nel bob a due):
  - 2 terzi posti.

#### Coppa Nordamericana
- Miglior piazzamento in classifica generale nel bob a due: 12ª nel 2017/18.